# Quezada

Quezada é uma cidade da Guatemala do departamento de Jutiapa.